# Melanerpes aurifrons
Melanerpes aurifrons là một loài chim trong họ Picidae.
Gõ kiến trán vàng kim một chim gõ kiến Bắc Mỹ. Môi trường sống ưa thích của chúng là rừng cây bụi và ven sông. Chúng phân bố từ Texas và Oklahoma tại Mỹ thông qua Mexico đến Honduras và Nicaragua phía Bắc.